# 第32回ニューヨーク映画批評家協会賞
『第32回ニューヨーク映画批評家協会賞』は、1966年の優秀な映画に贈られた賞である。

## 受賞
- 作品賞：
  - わが命つきるとも

- 主演男優賞：
  - ポール・スコフィールド - わが命つきるとも

- 主演女優賞：
  - リン・レッドグレーヴ - ジョージー・ガール
  - エリザベス・テイラー - バージニア・ウルフなんかこわくない

- 監督賞：
  - フレッド・ジンネマン - わが命つきるとも

- 脚本：
  - ロバート・ボルト - わが命つきるとも

- 外国語映画賞：
  - 大通りの店